# Équipe d'Espagne de football au Championnat d'Europe 1980

L'équipe d'Espagne de football participe à son 2e championnat d'Europe lors de l'édition 1980 qui se tient en Italie du 11 juin 1980 au 22 juin 1980. Les Espagnols terminent derniers du groupe 2, avec un seul point, derrière les Belges, les Italiens et les Anglais.

## Phase qualificative
La phase qualificative est composée de trois groupes de cinq nations et quatre groupes de quatre nations. Les sept vainqueurs de poule se qualifient pour l'Euro 1980 et ils accompagnent l'Italie, qualifiée d'office en tant que pays organisateur. L'Espagne remporte le groupe 3, affichant un bilan de quatre victoires, un résultat nul et une défaite en six rencontres.
| Rang | Équipe      | Pts | J | G | N | P | Bp | Bc | Diff |  | Résultats (▼ dom., ► ext.) |     |     |     |     |
| ---- | ----------- | --- | - | - | - | - | -- | -- | ---- |  | -------------------------- | --- | --- | --- | --- |
| 1    | Espagne     | 9   | 6 | 4 | 1 | 1 | 13 | 5  | +8   |  | Espagne                    |     | 0-1 | 1-0 | 5-0 |
| 2    | Yougoslavie | 8   | 6 | 4 | 0 | 2 | 14 | 6  | +8   |  | Yougoslavie                | 1-2 |     | 2-1 | 5-0 |
| 3    | Roumanie    | 6   | 6 | 2 | 2 | 2 | 9  | 8  | +1   |  | Roumanie                   | 2-2 | 3-2 |     | 2-0 |
| 4    | Chypre      | 1   | 6 | 0 | 1 | 5 | 2  | 19 | -17  |  | Chypre                     | 1-3 | 0-3 | 1-1 |     |

## Phase finale

### Premier tour
| Groupe 2 |            |     |   |   |   |   |    |    |      |
|          | Équipe     | Pts | J | G | N | P | BP | BC | Diff |
| 1        | Belgique   | 4   | 3 | 1 | 2 | 0 | 3  | 2  | +1   |
| 2        | Italie     | 4   | 3 | 1 | 2 | 0 | 1  | 0  | +1   |
| 3        | Angleterre | 3   | 3 | 1 | 1 | 1 | 3  | 3  | +0   |
| 4        | Espagne    | 1   | 3 | 0 | 1 | 2 | 2  | 4  | -2   |

| 12 juin | Belgique   | 1 | 1 | Angleterre |
| 12 juin | Espagne    | 0 | 0 | Italie     |
| 15 juin | Belgique   | 2 | 1 | Espagne    |
| 15 juin | Angleterre | 0 | 1 | Italie     |
| 18 juin | Espagne    | 1 | 2 | Angleterre |
| 18 juin | Italie     | 0 | 0 | Belgique   |

| 12 juin 1980                      | Espagne   | 0 – 0 | Italie | Stade Giuseppe Meazza, Milan                    |                                                 |
| 20:30 · Historique des rencontres |           |       |        | Spectateurs : 46 816 Arbitrage : Károly Palotai | Spectateurs : 46 816 Arbitrage : Károly Palotai |
| 20:30 · Historique des rencontres | (Rapport) |       |        | Spectateurs : 46 816 Arbitrage : Károly Palotai | Spectateurs : 46 816 Arbitrage : Károly Palotai |

| 15 juin 1980                      | Belgique               | 2 – 1 | Espagne   | Stade Giuseppe Meazza, Milan                    |                                                 |
| 17:15 · Historique des rencontres | Gerets 17e · Cools 65e |       | Quini 36e | Spectateurs : 11 430 Arbitrage : Charles Corver | Spectateurs : 11 430 Arbitrage : Charles Corver |
| 17:15 · Historique des rencontres | (Rapport)              |       |           | Spectateurs : 11 430 Arbitrage : Charles Corver | Spectateurs : 11 430 Arbitrage : Charles Corver |

| 18 juin 1980                      | Angleterre                  | 2 – 1 | Espagne        | Stade San Paolo, Naples                         |                                                 |
| 17:45 · Historique des rencontres | Brooking 19e · Woodcock 61e |       | Dani 48e (pen) | Spectateurs : 14 440 Arbitrage : Erich Linemayr | Spectateurs : 14 440 Arbitrage : Erich Linemayr |
| 17:45 · Historique des rencontres | (Rapport)                   |       |                | Spectateurs : 14 440 Arbitrage : Erich Linemayr | Spectateurs : 14 440 Arbitrage : Erich Linemayr |

## Effectif
Sélectionneur : Ladislao Kubala
| No. | Pos.      | Joueur                  | Date de naissance et âge | Sélec. | Club                   |
| --- | --------- | ----------------------- | ------------------------ | ------ | ---------------------- |
| 1   | Gardien   | Luis Arconada           | 26 juin 1954             | 17     | Real Sociedad          |
| 2   | Défenseur | José Ramón Alexanko     | 19 mai 1956              | 10     | Athletic Bilbao        |
| 3   | Défenseur | Migueli                 | 19 décembre 1951         | 29     | FC Barcelone           |
| 4   | Défenseur | Diego                   | 21 novembre 1954         | 1      | Real Sociedad          |
| 5   | Défenseur | Francisco Javier Uría   | 1er février 1950         | 13     | Real Sporting de Gijón |
| 6   | Milieu    | Juan Manuel Asensi      | 23 septembre 1949        | 39     | FC Barcelone           |
| 7   | Milieu    | Dani                    | 28 juin 1951             | 18     | Athletic Bilbao        |
| 8   | Milieu    | Julio Cardeñosa         | 27 octobre 1949          | 7      | Betis Séville          |
| 9   | Milieu    | Francisco José Carrasco | 6 mars 1959              | 6      | FC Barcelone           |
| 10  | Attaquant | Quini                   | 23 septembre 1949        | 28     | Real Sporting de Gijón |
| 11  | Défenseur | Vicente del Bosque      | 23 décembre 1950         | 17     | Real de Madrid         |
| 12  | Milieu    | Juanito                 | 10 novembre 1954         | 14     | Real de Madrid         |
| 13  | Gardien   | Urruti                  | 17 février 1952          | 5      | Espanyol de Barcelona  |
| 14  | Défenseur | Rafael Gordillo         | 24 février 1957          | 7      | Betis Séville          |
| 15  | Milieu    | Antonio Olmo            | 18 janvier 1954          | 12     | FC Barcelone           |
| 16  | Attaquant | Carlos Santillana       | 23 août 1952             | 22     | Real de Madrid         |
| 17  | Attaquant | Jesús María Satrústegui | 12 février 1954          | 10     | Real Sociedad          |
| 18  | Attaquant | Enrique Saura           | 2 août 1954              | 7      | Valence CF             |
| 19  | Milieu    | Cundi                   | 13 avril 1955            | 7      | Real Sporting de Gijón |
| 20  | Défenseur | Miguel Tendillo         | 1er février 1961         | 1      | Valence CF             |
| 21  | Milieu    | Jesús María Zamora      | 1er janvier 1955         | 7      | Real Sociedad          |
| 22  | Gardien   | Pedro María Artola      | 6 septembre 1948         | 0      | FC Barcelone           |

## Navigation